# 河野隆二
河野 隆二（こうの りゅうじ、1956年 - ）は、日本の工学者、横浜国立大学名誉教授。工学博士。専門は情報通信工学。
京都府出身。1979年横浜国立大学工学部情報工学科卒業。1981年横浜国立大学工学研究科情報工学専攻修士課程修了。1984年東京大学工学系研究科電気工学専攻博士課程修了。
文部科学省21世紀COEプログラム「情報通信技術に基づく未来社会基盤創生」およびグローバルCOEプログラム「情報通信による医工融合イノベーション創生」拠点リーダー。横浜国立大学未来情報通信医療社会基盤センター長、かながわ医療機器レギュラトリーサイエンスセンター長、フィンランド・オウル大学Distinguished Professorを兼務。

## 略歴
- 1979年、横浜国立大学工学部情報工学科卒業
- 1981年、横浜国立大学工学研究科情報工学専攻修士課程修了
- 1984年、東京大学工学系研究科電気工学専攻博士課程修了　工学博士　論文名は　「ディジタル通信系における干渉の除去に関する研究 」
- 1984年、東洋大学工学部講師
- 1986年、同助教授
- 1989年、横浜国立大学工学部電気工学科助教授
- 1991年、同電子情報工学科助教授
- 1998年、同教授
- 1998年 - 2002年、ソニーコンピュータサイエンス研究所先端情報通信研究室室長を兼任
- 2001年、同大学大学院工学研究院教授
- 2002年 - 2007年、独立行政法人通信総合研究所UWB結集型特別グループリーダーを兼任
- 2002年 - 2007年、21世紀COEプログラム「情報通信技術に基づく未来社会基盤創生」拠点リーダー
- 2003年 - 2019年、横浜国立大学未来情報通信医療社会基盤センター・センター長併任
- 2007年 - 2010年、独立行政法人情報通信研究機構医療支援ICTグループリーダーを兼任
- 2008年 - 2012年、グローバルCOEプログラム「情報通信による医工融合イノベーション創生」拠点リーダー
- 2010年 - 2012年、独立行政法人情報通信研究機構プログラムコーディネーター兼任
- 2012年、フィンランド Oulu大学ＣＷＣ日本株式会社、ＣＥＯ（最高執行役員）兼業
- 2012年、特定非営利活動法人ライフイノベーション総合支援機構、理事兼業
- 2012年、横浜国立大学　社会・自然科学(文理)融合による新医療システム研究の卓越拠点 拠点長
- 2014年、公益財団法人電気・電子情報学術振興財団、理事兼業
- 2014年、かながわ医療機器レギュラトリーサイエンスセンター、センター長
- 2019年、かながわ医療機器レギュラトリーサイエンスコンソーシアム、会長
- 2021年、一般社団法人YRP国際連携研究所、理事、副所長
- 2021年、横浜国立大学名誉教授

## 著書
- 『スペクトル拡散通信とその応用』（共著、電子情報通信学会）
- 『Code Division Multiple Access Communications』（共著、Kluwer Academic Publishers）
- 『Wireless Communications -TDMA versus CDMA』（共著、 Kluwer Academic Publishers）
- 『Wireless Communication Technologies For New Millennium』（共著、Kluwer Academic Pubishers)
- 『情報通信とディジタル信号処理』（共著、コロナ社）
- 『Wireless Communication in the 21st Century』（共著、IEEE Press Book）
- 『Software Defined Radio』（共著、John Wiley and Sons）
- 『Ultra Wideband Signals and Systems in Communication Engineering』（共著、John Wiley and Sons）
- 『ユビキタスセンサーネットワーク』（共著、オーム社）
- 『リスク共生学 : 先端科学技術でつくる暮らしと新たな社会 』（分担、丸善出版）

## 受賞歴
- 1995年、第10回電気通信普及財団賞テレコムシステム技術賞
- 2000年、電子情報通信学会業績賞
- 2002年、第1回ドコモ・モバイル・サイエンス賞先端技術部門優秀賞
- 2003年、電子情報通信学会フェロー
- 2007年、Finnish Distinguished Professorship
- 2008年、電子情報通信学会ソフトウェア無線研究会 電子情報通信学会ソフトウェア無線研究会業績賞 ソフトウェア無線に関する先駆的研究および電子情報通信学会ソフトウェア無線研究会の創設
- 2012年、IEEE学会フェロー
- 2012年、横浜国立大学 平成23年度横浜国立大学学長表彰「医工融合領域における研究拠点形成における多大な貢献」
- 2012年、IEEE The IEEE Standards Association Acknowledges with Appreciation for "Outstanding Contributions to the development of IEEE Standard 802.15.6-2012 IEEE Standard for Local and Metropolitan Area Networks-Part 15.6: Wireless Body Area Networks,"
- 2013年、横浜国立大学 平成24年度横浜国立大学優秀研究者表彰社会貢献賞
- 2016年、電子情報通信学会 電子情報通信学会通信ソサイエティ功労顕彰状